# Vangelis Moras
Vangelis Moras (Larissa, Grecia, 26 de agosto de 1981) es un exfutbolista griego que se desempeña como defensa y actualmente juega en el Apollon Larissa, de la segunda división de Grecia.

## Clubes
| Club            | País   | Año         | Partidos | Goles |
| AE Larisa       | Grecia | 1999 - 2001 | 28       | 1     |
| Proodeftiki FC  | Grecia | 2001 - 2003 | 35       | 0     |
| AEK Atenas FC   | Grecia | 2003 - 2007 | 77       | 0     |
| Bolonia FC      | Italia | 2007 - 2011 | 104      | 4     |
| Swansea City    | Gales  | 2011 - 2012 | 1        | 0     |
| AC Cesena       | Italia | 2012        | 15       | 0     |
| Hellas Verona   | Italia | 2012 - 2016 | 139      | 5     |
| Bari            | Italia | 2016 - 2017 | 24       | 0     |
| Panetolikos     | Grecia | 2017 - 2018 | 12       | 0     |
| AE Larisa       | Grecia | 2018 - 2020 | 5        | 0     |
| Apollon Larissa | Grecia | 2020 -      | 19       | 1     |

## Selección nacional
El 19 de mayo de 2014, el entrenador de la selección griega Fernando Santos incluyó a Moras en la lista final de 23 jugadores que representarán a Grecia en la Copa Mundial de Fútbol de 2014 en Brasil.

### Participaciones en Copas del Mundo
| Mundial                        | Sede   | Resultado        |
| ------------------------------ | ------ | ---------------- |
| Copa Mundial de Fútbol de 2014 | Brasil | Octavos de final |